# Wesley Sonck
Wesley Sonck (* 9. August 1978 in Ninove) ist ein ehemaliger belgischer Fußballspieler und heutiger Trainer.

## Karriere
Soncks Karriere hatte beim KVK Ninove begonnen, bevor er im Teenageralter zum RWD Molenbeek wechselte. Er war noch für die A-Jugend spielberechtigt, doch man setzte ihn gleich im Abstiegskampf in der ersten belgischen Liga ein. So kam es, dass er in der Saison 1997/98 mit 33 von 34 Spielen bereits Stammspieler war. Am Ende der Saison stieg der RWD Molenbeek in die zweite belgische Liga ab und Sonck wechselte zum Erstligisten und UEFA-Pokal-Teilnehmer Germinal Ekeren.
Im Sommer 1999 fusionierte Germinal Ekeren mit KVAC Beershot zu Germinal Beerschot Antwerpen. Dieser neu gegründete Verein wurde zum Kooperationspartner von Ajax Amsterdam und testete Spieler in der als schwächer geltenden belgischen Liga. 2000 wechselte Sonck zu KRC Genk. In der Saison 2001/02 gewann er die belgische Torjägerkrone mit 30 Treffern und hatte Anteil an der Meisterschaft. Ein besonderes Kunststück gelang ihm am 23. November 2002, als er beim 9:0-Kantersieg gegen den KV Mechelen einen Sechserpack erzielen konnte.
Im Sommer 2003 verließ Sonck im Alter von 25 Jahren den KRC Genk und schloss sich Ajax Amsterdam an. Es gelang ihm aber nicht, sich im Schatten von Zlatan Ibrahimović als Stammspieler zu profilieren. Da Ibrahimović zur Saison 2004/05 zu Juventus Turin verkauft wurde, sah Sonck die Chance, Nummer 1 im Sturm von Ajax zu werden. Doch das Spielsystem mit drei Stürmern lag Sonck nicht, da er des Öfteren Ryan Babel im Sturmzentrum den Platz überlassen und auf den Flügel ausweichen musste. Trainer Ronald Koeman verzichtete öfter auf ihn als Ersatzspieler.
Im Januar 2005 wechselte Sonck in die Fußball-Bundesliga zu Borussia Mönchengladbach. Dort hatte er zunächst mit Knieproblemen zu kämpfen, danach wurde er an der Leiste operiert. Bei der Saisonvorbereitung 2005/06 war Sonck in bestechender Form, allerdings wurde er von einem dreifachen Rippenbruch zurückgeworfen, den er im Saisoneröffnungsspiel der Borussia gegen die PSV Eindhoven erlitten hatte. Seit der Rückrunde 2005/06 war er aber wieder einsatzfähig, jedoch kam er bis Ende der Saison 2006/07 nur auf 28 Bundesligaspiele, in denen er sechs Tore erzielte. Ab Sommer 2007 verzichteten Trainer Jos Luhukay und Manager Christian Ziege auf die Dienste des Stürmers.
Am 20. August 2007 unterschrieb Sonck einen Zweijahresvertrag beim FC Brügge, dessen Laufzeit im März 2009 um ein Jahr verlängert wurde. Im Sommer 2010 schloss er sich dem belgischen Erstligisten Lierse SK an und traf in seinem ersten Meisterschaftsspiel gegen KAA Gent direkt zweimal. Zur Saison 2012/13 wechselte Sonck zum Aufsteiger Waasland-Beveren, für den er in 15 Ligapartien zu zwei Toren kam. Danach trat er noch im Jahre 2014 kurzzeitig für den Provinzklub KE Appelterre-Eichem in Erscheinung, wobei er unter anderem an der Seite seines Bruders Kevin spielte und danach seine Karriere beendete.
Seit dem 8. August 2017 ist Sonck Trainer der belgischen U-18 Nationalmannschaft.

## Belgische Nationalmannschaft
Sein Debüt bei den „Roten Teufeln“ im Nationaltrikot der Belgier absolvierte er am 2. Juni 2001. In 55 Länderspielen gelangen ihm bis zu seinem Ausscheiden aus der Nationalelf im Jahre 2010 24 Treffer.